# Berliner SC Marzahn
Berliner SC Marzahn is een Duitse voetbalclub uit de hoofdstad Berlijn.

## Geschiedenis
Op 14 april 1949 werd de BSG Rotation Berlin opgericht. De thuiswedstrijden werden gespeeld in het inmiddels afgebroken Ernst-Grube-Stadion in Berlin-Spindlersfeld. Tot midden jaren zeventig pendelde de club tussen de Berliner Stadtliga en de Bezirksliga Berlin, de derde klasse. In 1976 werd de club kampioen en promoveerde zo voor het eerst naar de DDR-Liga.
De volgende drie jaar eindigde de club in de middenmoot en degradeerde in 1979/80 door een slechter doelsaldo dan BSG KWO Berlin. Het volgende seizoen moest de club de onmiddellijke promotie aan Lichtenberg 47 laten maar kon in 1981 de promotie afdwingen voor SG Hohenschönhausen. Hierna was de club tot aan het einde van de Oost-Duitse competitie vertegenwoordigd in de tweede klasse. In 1987/88 werd de club tweede achter Energie Cottbus.
Na de Duitse hereniging werden de BSG's opgeheven en richtten de spelers BSV Rotation Berlin op. In het laatste seizoen van de DDR-Liga werd de club nog derde. Hierna werden de competities van Oost- en West-Duitsland samen gevoegd en ging de club in de Oberliga spelen, derde klasse. De naam werd in BSV Spindlersfeld gewijzigd en door gebrek aan financiële middelen degradeerde de club meteen. De club speelde nu in deVerbandsliga Berlin de volgende jaren. Tijdens seizoen 94/95 kampte de club opnieuw met financiële problemen en werd tijdens het seizoen ontbonden. De Berlijnse voetbalbond trof een speciale regeling en fuseerde de club met SV Konsum Berlin dat in 1985 als BSG Konsum opgericht werd. De nieuwe club werd BSC Marzahn en nam de plaats van Spindlersfeld over in de Verbandsliga. De club degradeerde twee keer op rij. In 2009 promoveerde de club van de Kreisliga naar de Bezirksliga, waar ze tot 2014 speelde. In 2019 promoveerde de club terug naar de Bezirksliga.